# PEC in het seizoen 1963/64
Het seizoen 1963/1964 was het 53e jaar in het bestaan van de Zwolse voetbalclub PEC. De club kwam uit in de Tweede divisie A en eindigde daarin op de 14e plaats. Ook werd deelgenomen aan het toernooi om de KNVB beker, hierin werd de club in de eerste ronde, na verlenging, uitgeschakeld door Go Ahead (1–2).

## Wedstrijdstatistieken

### Tweede divisie A
| 1e speelronde                                              | 't Gooi                                                                                          | 0 – 3 (0 – 2) | PEC                                                            |
| 25 augustus 1963 Plaats: Hilversum Gemeentelijk Sportpark  |                                                                                                  |               | 25', 57' Leo Koopman Gerrit Voges                              |
| 2e speelronde                                              | PEC                                                                                              | 4 – 2 (2 – 1) | Zwolsche Boys                                                  |
| 1 september 1963 Plaats: Zwolle De Vrolijkheid             | Leo Koopman 30', 37', 65' Jan Koops 57'                                                          |               | 34' Herman Lafaille 56' Gerard Lippold                         |
| 3e speelronde                                              | Leeuwarden                                                                                       | 2 – 0 (0 – 0) | PEC                                                            |
| 8 september 1963 Plaats: Leeuwarden Gemeentelijk Sportpark | Dirk Roelfsema 60' Wietze Couperus 75' (pen.)                                                    |               |                                                                |
| 4e speelronde                                              | PEC                                                                                              | 2 – 2 (1 – 1) | KFC                                                            |
| 15 september 1963 Plaats: Zwolle De Vrolijkheid            | Herman Sterken 18' Gerrit Voges                                                                  |               | 31', 78' Joep Steur                                            |
| 5e speelronde                                              | RCH                                                                                              | 2 – 1 (2 – 1) | PEC                                                            |
| 22 september 1963 Plaats: Heemstede Sportparklaan          | Dries Hendriks 6' Arie van den Berg 43'                                                          |               | 17' Leo Koopman                                                |
| 6e speelronde                                              | PEC                                                                                              | 4 – 1 (3 – 1) | EDO                                                            |
| 6 oktober 1963 Plaats: Zwolle De Vrolijkheid               | Leo Koopman 5', 74' Wannie Sterken 34', 35'                                                      |               | 42' Doby Peters                                                |
| 7e speelronde                                              | Tubantia                                                                                         | 3 – 1 (0 – 0) | PEC                                                            |
| 13 oktober 1963 Plaats: Hengelo Veldwijk                   | Bart Vrielink 49' (pen.), 66' Bertus Strating 72'                                                |               | 82' Theo Kok                                                   |
| 8e speelronde                                              | PEC                                                                                              | 2 – 2 (0 – 2) | HVC                                                            |
| 27 oktober 1963 Plaats: Zwolle De Vrolijkheid              | Wannie Sterken 49', 58'                                                                          |               | 11' Ruud Maas 26' Jan van Barneveld                            |
| 9e speelronde                                              | PEC                                                                                              | 5 – 0 (3 – 0) | Be Quick                                                       |
| 3 november 1963 Plaats: Zwolle De Vrolijkheid              | Wannie Sterken 22', 34' Leo Koopman 29', 90' Jos van der Haar 81'                                |               |                                                                |
| 10e speelronde                                             | Hilversum                                                                                        | 0 – 0         | PEC                                                            |
| 10 november 1963 Plaats: Hilversum Gemeentelijk Sportpark  |                                                                                                  |               |                                                                |
| 11e speelronde                                             | PEC                                                                                              | 1 – 2 (1 – 1) | Heerenveen                                                     |
| 24 november 1963 Plaats: Zwolle De Vrolijkheid             | Wannie Sterken 17'                                                                               |               | 41' Tjeerd Krist 86' Grietus de Vries                          |
| 12e speelronde                                             | ZFC                                                                                              | 2 – 0 (2 – 0) | PEC                                                            |
| 1 december 1963 Plaats: Zaandam Westzanerdijk              | Jan Brouwer 27' (pen.) Piet Blok 39'                                                             |               |                                                                |
| 13e speelronde                                             | PEC                                                                                              | 3 – 2 (1 – 1) | Haarlem                                                        |
| 8 december 1963 Plaats: Zwolle De Vrolijkheid              | Leo Koopman 32' Rudie Westerhof 47' John Abma 72'                                                |               | 2', 90' Joop van Vechten                                       |
| 14e speelronde                                             | Alkmaar '54                                                                                      | 0 – 0         | PEC                                                            |
| 15 december 1963 Plaats: Alkmaar Alkmaarderhout            |                                                                                                  |               |                                                                |
| 15e speelronde                                             | PEC                                                                                              | 0 – 3 (0 – 0) | Zwartemeer                                                     |
| 22 december 1963 Plaats: Zwolle De Vrolijkheid             |                                                                                                  |               | 59' Tonny Roosken 77' Klaas Snip 87' Inus Scholten             |
| 16e speelronde                                             | Zwolsche Boys                                                                                    | 1 – 1 (0 – 0) | PEC                                                            |
| 5 januari 1964 Plaats: Zwolle Gemeentelijk Sportpark       | Herman Lafaille 56'                                                                              |               | 73' (pen.) Joop Knol                                           |
| 17e speelronde                                             | PEC                                                                                              | 2 – 0 (1 – 0) | 't Gooi                                                        |
| 12 januari 1964 Plaats: Zwolle De Vrolijkheid              | Herman Sterken 7', 87'                                                                           |               |                                                                |
| 18e speelronde                                             | PEC                                                                                              | 3 – 3 (2 – 1) | Leeuwarden                                                     |
| 19 januari 1964 Plaats: Zwolle De Vrolijkheid              | Leo Koopman 5', 13' Henk Bos 51'                                                                 |               | 18' Gerrit Tardy 59' Johannes Bakker 69' Dirk Roelfsema        |
| 19e speelronde                                             | KFC                                                                                              | 3 – 3 (3 – 2) | PEC                                                            |
| 2 februari 1964 Plaats: Koog aan de Zaan Breestraat        | Cees Molenaar –' (pen.) Dick van Vlierden 31' Henk van Vlierden 32'                              |               | 10', 50' Jan Koops 25' Herman Sterken                          |
| 20e speelronde                                             | PEC                                                                                              | 1 – 2 (1 – 1) | RCH                                                            |
| 16 februari 1964 Plaats: Zwolle De Vrolijkheid             | Leo Koopman 4' (pen.)                                                                            |               | 12' Jan Dahrs 49' Johan Engelsma                               |
| 21e speelronde                                             | EDO                                                                                              | 2 – 0 (1 – 0) | PEC                                                            |
| 1 maart 1964 Plaats: Haarlem Noordersportpark              | Doby Peters 30' Van der Smissen                                                                  |               |                                                                |
| 22e speelronde                                             | HVC                                                                                              | 2 – 1 (2 – 1) | PEC                                                            |
| 8 maart 1964 Plaats: Amersfoort Birkhoven                  | Hans van Empelen 7' Evert Pluim 20'                                                              |               | 28' Herman Sterken                                             |
| 23e speelronde                                             | PEC                                                                                              | 0 – 4 (0 – 2) | Tubantia                                                       |
| 15 maart 1964 Plaats: Zwolle De Vrolijkheid                |                                                                                                  |               | 32', 41' Bertus Strating 49' Herman Vrielink 84' Jan Rompelman |
| 24e speelronde                                             | Be Quick                                                                                         | 2 – 1 (0 – 0) | PEC                                                            |
| 5 april 1964 Plaats: Haren Esserberg                       | Freek Schutten 52' Lodewijk Martijn 62'                                                          |               | 55' Gerrit Voges                                               |
| 25e speelronde                                             | PEC                                                                                              | 3 – 2 (2 – 1) | Hilversum                                                      |
| 19 april 1964 Plaats: Zwolle De Vrolijkheid                | Leo Koopman –', 24' Herman Sterken 83'                                                           |               | 23' Chris van Wijk 68' Messac Titaley                          |
| 26e speelronde                                             | Heerenveen                                                                                       | 5 – 1 (3 – 1) | PEC                                                            |
| 26 april 1964 Plaats: Heerenveen Gemeentelijk Sportpark    | Theo Kussendrager 3' Adri Jansen 16' (e.d.) Roel Huitema 20', 46' Henk Klunder 57'               |               | 35' Wannie Sterken                                             |
| 27e speelronde                                             | PEC                                                                                              | 0 – 2 (0 – 0) | ZFC                                                            |
| 3 mei 1964 Plaats: Zwolle De Vrolijkheid                   |                                                                                                  |               | 78' Jan Brouwer 90' Rob de Vries                               |
| 28e speelronde                                             | Haarlem                                                                                          | 3 – 3 (1 – 2) | PEC                                                            |
| 7 mei 1964 Plaats: Haarlem Jan Gijzenkade                  | Otto Berendregt 32', 48' Nico Jonker 77'                                                         |               | 18', –' (pen.) Wannie Sterken 21' Herman Sterken               |
| 29e speelronde                                             | PEC                                                                                              | 8 – 3 (3 – 3) | Alkmaar '54                                                    |
| 10 mei 1964 Plaats: Zwolle De Vrolijkheid                  | Jan Koops 7', 73' Arie Koopman 31' (e.d.) Leo Koopman 35', 67', 83' Gerrit Voges 52', 56' (pen.) |               | 6', 15' Wim Visser 39' (pen.) Sietze De Vries                  |
| 30e speelronde                                             | Zwartemeer                                                                                       | 3 – 1 (2 – 1) | PEC                                                            |
| 18 mei 1964 Plaats: Klazienaveen Mr. Ovingstraat           | Tonny Roosken 15', 33' Inus Scholten 67'                                                         |               | Gerrit Voges                                                   |

### KNVB Beker
| 1e ronde                                        | PEC                       | 1 – 2 (1 – 1, 1 – 1) Na verlenging | Go Ahead                                     |
| 29 september 1963 Plaats: Zwolle De Vrolijkheid | Wannie Sterken 25' (pen.) |                                    | 2' (pen.) Egbert ter Mors 94' Gerrit Niehaus |

## Selectie en technische staf

### Selectie 1963/64
| Nr.           | Nat.               | Naam               | Competitie | Competitie | Beker      | Beker      | Totaal     | Totaal     | Seizoen    | Vorige club         | Debuut     |            |            |            |
| Nr.           | Nat.               | Naam               | W          |            | W          |            | W          |            | Seizoen    | Vorige club         | Debuut     |            |            |            |
| Doelmannen    | Doelmannen         | Doelmannen         | Doelmannen | Doelmannen | Doelmannen | Doelmannen | Doelmannen | Doelmannen | Doelmannen | Doelmannen          | Doelmannen | Doelmannen | Doelmannen | Doelmannen |
| ------------- | ------------------ | ------------------ | ---------- | ---------- | ---------- | ---------- | ---------- | ---------- | ---------- | ------------------- | ---------- | ---------- | ---------- | ---------- |
| -             | Vlag van Nederland | Gerrit Kerkhof     | –          | 0          | –          | 0          | –          | 0          | 2e         | Enter Vooruit       | –          |            |            |            |
| -             | Vlag van Nederland | Henk Nijland       | –          | 0          | –          | 0          | –          | 0          | 2e         | ZAC                 | –          |            |            |            |
| -             | Vlag van Nederland | Hans van Rotterdam | –          | 0          | –          | 0          | –          | 0          | –          | Onbekend            | –          |            |            |            |
| Verdedigers   |                    |                    |            |            |            |            |            |            |            |                     |            |            |            |            |
| -             | Vlag van Nederland | John Abma          | –          | 1          | –          | 0          | –          | 1          | –          | Onbekend            | –          |            |            |            |
| -             | Vlag van Nederland | Henk Bos           | –          | 1          | –          | 0          | –          | 1          | –          | Onbekend            | –          |            |            |            |
| -             | Vlag van Nederland | Adri Jansen        | –          | 0          | –          | 0          | –          | 0          | 3e         | Jeugd               | –          |            |            |            |
| -             | Vlag van Nederland | Jan Koops          | –          | 5          | –          | 0          | –          | 5          | –          | Onbekend            | –          |            |            |            |
| -             | Vlag van Nederland | Rudie Westerhof    | –          | 1          | –          | 0          | –          | 1          | –          | Onbekend            | –          |            |            |            |
| Middenvelders |                    |                    |            |            |            |            |            |            |            |                     |            |            |            |            |
| -             | Vlag van Nederland | Jos van der Haar   | –          | 1          | –          | 0          | –          | 1          | –          | SC Genemuiden (ama) | –          |            |            |            |
| -             | Vlag van Nederland | Joop Knol          | –          | 1          | –          | 0          | –          | 1          | –          | Onbekend            | –          |            |            |            |
| -             | Vlag van Nederland | Jan van Rooijen    | –          | 0          | –          | 0          | –          | 0          | 2e         | De Noormannen (ama) | –          |            |            |            |
| -             | Vlag van Nederland | Herman Sterken     | –          | 7          | –          | 0          | –          | 7          | –          | Onbekend            | –          |            |            |            |
| -             | Vlag van Nederland | Wannie Sterken     | –          | 10         | 1          | 1          | –          | 11         | 3e         | Jeugd               | –          |            |            |            |
| -             | Vlag van Nederland | Gerrit Voges       | –          | 6          | 1          | 0          | –          | 6          | 12e        | Willem II           | –          |            |            |            |
| Aanvallers    |                    |                    |            |            |            |            |            |            |            |                     |            |            |            |            |
| -             | Vlag van Nederland | Dick van Ekeren    | –          | 0          | –          | 0          | –          | 0          | 4e         | AGOVV               | –          |            |            |            |
| -             | Vlag van Nederland | Theo Kok           | –          | 1          | –          | 0          | –          | 1          | –          | Onbekend            | –          |            |            |            |
| -             | Vlag van Nederland | Leo Koopman        | –          | 19         | 1          | 0          | –          | 19         | 9e         | Rohda Raalte (ama)  | –          |            |            |            |
| Nr.           | Nat.               | Naam               | W          |            | W          |            | W          |            | Seizoen    | Vorige club         | Debuut     |            |            |            |
| Nr.           | Nat.               | Naam               | Competitie | Competitie | Beker      | Beker      | Totaal     | Totaal     | Seizoen    | Vorige club         | Debuut     |            |            |            |

### Technische staf
| Naam      | Functie      |
| --------- | ------------ |
| Cor Sluyk | Hoofdtrainer |

## Statistieken PEC 1963/1964

### Eindstand PEC in de Nederlandse Tweede divisie A 1963 / 1964
| Stand | Gespeeld | Gewonnen | Gelijk | Verloren | Punten | Doelpunten voor | Doelpunten tegen |
| ----- | -------- | -------- | ------ | -------- | ------ | --------------- | ---------------- |
| 14e   | 30       | 8        | 8      | 14       | 24     | 54              | 60               |

### Topscorers
| #              | Naam                       | Goal |
| -------------- | -------------------------- | ---- |
| 1.             | Leo Koopman                | 19   |
| 2.             | Wannie Sterken             | 10   |
| 3.             | Herman Sterken             | 7    |
| 4.             | Gerrit Voges               | 6    |
| 5.             | Jan Koops                  | 5    |
| 6.             | John Abma                  | 1    |
| 6.             | Henk Bos                   | 1    |
| 6.             | Jos van der Haar           | 1    |
| 6.             | Joop Knol                  | 1    |
| 6.             | Theo Kok                   | 1    |
| 6.             | Rudie Westerhof            | 1    |
| Eigen doelpunt |                            |      |
| –              | Arie Koopman (Alkmaar '54) | 1    |
| Totaal         | Totaal                     | 54   |

| #      | Naam           | Goal |
| ------ | -------------- | ---- |
| 1.     | Wannie Sterken | 1    |
| Totaal | Totaal         | 1    |

### Punten per speelronde
| Speelronde | 1 | 2 | 3 | 4 | 5 | 6 | 7 | 8 | 9 | 10 | 11 | 12 | 13 | 14 | 15 | 16 | 17 | 18 | 19 | 20 | 21 | 22 | 23 | 24 | 25 | 26 | 27 | 28 | 29 | 30 |
| ---------- | - | - | - | - | - | - | - | - | - | -- | -- | -- | -- | -- | -- | -- | -- | -- | -- | -- | -- | -- | -- | -- | -- | -- | -- | -- | -- | -- |
| Punten     | 2 | 2 | 0 | 1 | 0 | 2 | 0 | 1 | 2 | 1  | 0  | 0  | 2  | 1  | 0  | 1  | 2  | 1  | 1  | 0  | 0  | 0  | 0  | 0  | 2  | 0  | 0  | 1  | 2  | 0  |

### Punten na speelronde
| Speelronde | 1 | 2 | 3 | 4 | 5 | 6 | 7 | 8 | 9  | 10 | 11 | 12 | 13 | 14 | 15 | 16 | 17 | 18 | 19 | 20 | 21 | 22 | 23 | 24 | 25 | 26 | 27 | 28 | 29 | 30 |
| ---------- | - | - | - | - | - | - | - | - | -- | -- | -- | -- | -- | -- | -- | -- | -- | -- | -- | -- | -- | -- | -- | -- | -- | -- | -- | -- | -- | -- |
| Punten     | 2 | 4 | 4 | 5 | 5 | 7 | 7 | 8 | 10 | 11 | 11 | 11 | 13 | 14 | 14 | 15 | 17 | 18 | 19 | 19 | 19 | 19 | 19 | 19 | 21 | 21 | 21 | 22 | 24 | 24 |

### Stand na speelronde
| Speelronde | 1  | 2  | 3  | 4  | 5  | 6  | 7  | 8  | 9  | 10 | 11 | 12  | 13 | 14 | 15 | 16 | 17 | 18 | 19 | 20 | 21 | 22  | 23  | 24  | 25  | 26  | 27  | 28  | 29  | 30  |
| ---------- | -- | -- | -- | -- | -- | -- | -- | -- | -- | -- | -- | --- | -- | -- | -- | -- | -- | -- | -- | -- | -- | --- | --- | --- | --- | --- | --- | --- | --- | --- |
| Stand      | 4e | 2e | 6e | 5e | 7e | 5e | 7e | 8e | 5e | 5e | 9e | 10e | 5e | 4e | 7e | 8e | 7e | 6e | 7e | 7e | 9e | 10e | 13e | 13e | 12e | 13e | 14e | 14e | 12e | 14e |

### Doelpunten per speelronde
| Speelronde | 1 | 2 | 3 | 4 | 5 | 6 | 7 | 8 | 9 | 10 | 11 | 12 | 13 | 14 | 15 | 16 | 17 | 18 | 19 | 20 | 21 | 22 | 23 | 24 | 25 | 26 | 27 | 28 | 29 | 30 | Totaal |
| ---------- | - | - | - | - | - | - | - | - | - | -- | -- | -- | -- | -- | -- | -- | -- | -- | -- | -- | -- | -- | -- | -- | -- | -- | -- | -- | -- | -- | ------ |
| Doelpunten | 3 | 4 | 0 | 2 | 1 | 4 | 1 | 2 | 5 | 0  | 1  | 0  | 3  | 0  | 0  | 1  | 2  | 3  | 3  | 1  | 0  | 1  | 0  | 1  | 3  | 1  | 0  | 3  | 8  | 1  | 54     |